# Spanische Badminton-Mannschaftsmeisterschaft 2021/22
Die Spanische Badminton-Mannschaftsmeisterschaft 2021/22 war die 36. Auflage der Teamtitelkämpfe in Spanien. Sie startete am 25. September 2021 und endete am 23. April 2022. Meister wurde CB IES La Orden.

## Teams Gruppe A
| Team                   | Ort         | Spielstätte                               |
| ---------------------- | ----------- | ----------------------------------------- |
| CB Arjonilla           | Arjonilla   | Pabellón Municipal de Arjonilla           |
| CB Benalmádena         | Benalmádena | Polideportivo Arroyo de la Miel           |
| CB IES La Orden        | Huelva      | Polideportivo Andrés Estrada              |
| CB Oviedo              | Oviedo      | Polideportivo Corredoria Arena            |
| CB Ravachol Pontevedra | Pontevedra  | Centro Gallego de Tecnificación Deportiva |

## Vorrunde Gruppe A
|   | Team                   | Punkte | J | G | P | PG | PP | JF  | JC  | PF   | PC   |
| - | ---------------------- | ------ | - | - | - | -- | -- | --- | --- | ---- | ---- |
| 1 | CB IES La Orden        | 21     | 8 | 7 | 1 | 35 | 21 | 116 | 83  | 1894 | 1591 |
| 2 | CB Arjonilla           | 15     | 8 | 5 | 3 | 31 | 25 | 111 | 95  | 1859 | 1807 |
| 3 | CB Oviedo              | 12     | 8 | 4 | 4 | 33 | 23 | 110 | 89  | 1800 | 1709 |
| 4 | CB Benalmádena         | 9      | 8 | 3 | 5 | 23 | 33 | 93  | 109 | 1718 | 1865 |
| 5 | CB Ravachol Pontevedra | 3      | 8 | 1 | 7 | 18 | 38 | 71  | 125 | 1546 | 1845 |

## Teams Gruppe B
| Team                 | Ort          | Spielstätte                      |
| -------------------- | ------------ | -------------------------------- |
| CB Alicante          | Alicante     | Pabellón Pedro Ferrándiz         |
| Granada Grupo Torres | Granada      |                                  |
| CB Pitiús            | Ibiza        | Polideportivo Insular Blancadona |
| CB Rinconada         | La Rinconada | Pabellón Fernando Martín         |
| CB San Fernando      | Valencia     | Pabellón Fuensanta               |

## Vorrunde Gruppe B
|   | Team                     | Punkte | J | G | P | PG | PP | JF  | JC  | PF   | PC   |
| - | ------------------------ | ------ | - | - | - | -- | -- | --- | --- | ---- | ---- |
| 1 | CB Rinconada             | 18     | 8 | 6 | 2 | 32 | 24 | 111 | 85  | 1779 | 1671 |
| 2 | CB San Fernando Valencia | 15     | 8 | 5 | 3 | 28 | 28 | 106 | 108 | 1915 | 1929 |
| 3 | CB Pitiús                | 9      | 7 | 3 | 4 | 25 | 24 | 93  | 92  | 1633 | 1668 |
| 4 | CB Granada Grupo Torres  | 9      | 7 | 3 | 4 | 24 | 25 | 88  | 90  | 1568 | 1609 |
| 5 | CB Alicante              | 6      | 8 | 2 | 6 | 24 | 32 | 94  | 117 | 1881 | 1899 |

## Halbfinale
| Team 1          | Ergebnis | Team 2                   | Hin | Rück |
| --------------- | -------- | ------------------------ | --- | ---- |
| CB IES La Orden | 6-1      | CB San Fernando Valencia | 6-1 | -    |
| CB Rinconada    | 5-2      | CB Arjonilla             | 5-2 | -    |

## Finale
| Team 1          | Ergebnis | Team 2       | Hin | Rück |
| --------------- | -------- | ------------ | --- | ---- |
| CB IES La Orden | 9-5      | CB Rinconada | 5-2 | 4–3  |